# Cardites cooperi
Cardites cooperi is een tweekleppigensoort uit de familie van de Carditidae. De wetenschappelijke naam van de soort is voor het eerst geldig gepubliceerd in 1909 door Melvill.